# Vít Zouhar
Vít Zouhar (* 13. března 1966 v Brně) je český vysokoškolský pedagog, muzikolog, hudební skladatel a v letech 2010 až 2025 prorektor Univerzity Palackého v Olomouci. Je synem skladatele a pedagoga Zdeňka Zouhara.

## Život
V roce 1989 vystudoval kompozici na Janáčkově akademii múzických umění (JAMU) v Brně u Miloslava Ištvana a Aloise Piňose. Ve studiu pokračoval na Universität für Musik und darstellende Kunst ve Štýrském Hradci. Vedle toho vystudoval i muzikologii na Masarykově univerzitě v Brně. V roce 2002 dokončil doktorské studium teorie hudební tvorby na Hudební fakultě JAMU. V roce 2005 habilitoval v oboru Hudební teorie a pedagogika na Pedagogické fakultě Ostravské univerzity v Ostravě a roku 2015 byl na návrh Umělecké rady Janáčkovy akademie múzických umění v Brně jmenován profesorem v oboru Hudební umění. Absolvoval také kompoziční kurzy na Accademia Chigiana v Sieně a v Darmstadtu.
V letech 1992-2004 působil na Institutu pro elektronickou hudbu při Univerzitě hudby a dramatických umění ve Štýrském Hradci. Od roku 1992 přednáší na Katedře hudební výchovy Pedagogické fakulty Univerzity Palackého v Olomouci. V letech 2003-2006 byl proděkanem Pedagogické fakulty Univerzity Palackého v Olomouci. Vyučuje také na Hudební fakultě JAMU.

## Dílo
Podrobnější přehled díla uvádí stránky Katedry hudební výchovy Pedagogické fakulty UP.

### Monografie
- ZOUHAR, Vít a COUFALOVÁ, Gabriela (eds.). Milý Miloši = Dear Miloš: Bohuslav Martinů's letters to Miloš Šafránek. Olomouc: Palacký University Olomouc, 2019. 876 s. ISBN 978-80-244-5529-7
- ZOUHAR, Vít a COUFALOVÁ, Gabriela (eds.). Milý Miloši: dopisy Bohuslava Martinů Miloši Šafránkovi. Olomouc: Univerzita Palackého v Olomouci, 2019. 813 s. ISBN 978-80-244-5521-1
- ZOUHAR, Vít a COUFALOVÁ, Gabriela (eds.). Milý příteli Bureši: dopisy Bohuslava Martinů Miloslavu Burešovi = Dear friend Bureš: Bohuslav Martinů's letters to Miloslav Bureš. Olomouc: Univerzita Palackého v Olomouci, 2017. 359 s. ISBN 978-80-244-5132-9
- VESELÁ, Irena a ZOUHAR, Vít. Zdeněk Zouhar (1927-2011): ohlédnutí k 90. výročí narození. Brno: Moravská zemská knihovna, 2017. 108 s. ISBN 978-80-7051-241-8
- MEDEK, Ivo; SYNEK, Jaromír a ZOUHAR, Vít. Composing in the classroom: Different Hearing: experiences in Czech music education. Brno: Janáček Academy of Music and Performing Arts in Brno, 2014. 142 s. ISBN 978-80-7460-065-4
- KOPECKÝ, Jiří, SYNEK, Jaromír a ZOUHAR, Vít. Hudební hry jinak: hry se zvuky a elementární komponování: [slyšet jinak]. Brno: Janáčkova akademie múzických umění v Brně, 2014. 224 s. ISBN 978-80-7460-066-1
- ZOUHAR, Zdeněk; ZOUHAR, Vít. Milý příteli. Dopisy Bohuslava Martinů Zdeňku Zouharovi. Dear Friend. Bohuslav Martinů's Letters to Zdeněk Zouhar. Olomouc: Univerzita Palackého, 2008, 428 s. ISBN 80-244-1548-8
- ZOUHAR, Vít. Postmoderní hudba? Německá debata na sklonku 20. století. Olomouc: Univerzita Palackého, 2004, 251 s. ISBN 80-244-0973-9
- ZOUHAR, Vít. Texte. Graz: Werkstadt Graz, 1994, 36 s.

### Opery a vokální skladby
- La Dafne (2011; 60´) opera a 8 in 12 scene - společně s Tomášem Hanzlíkem
- Noci Dnem (2005; 60´) na motivy fragmentu J. W. Goetha Der Zauberflöte zweiter Teil,
- Hark, pro soprán a bicí nástroje (2007);
- Torso (2003) opera na texty Davida Kopeckého 1728 - společně s Tomášem Hanzlíkem